# Прушківський замок
Прушківський замок (пол. Zamek w Prószkowie, нім. Proskauer Schloss) — бароковий замок у місті Прушкув Опольського повіту Опольського воєводства в Польщі.  

## Історія

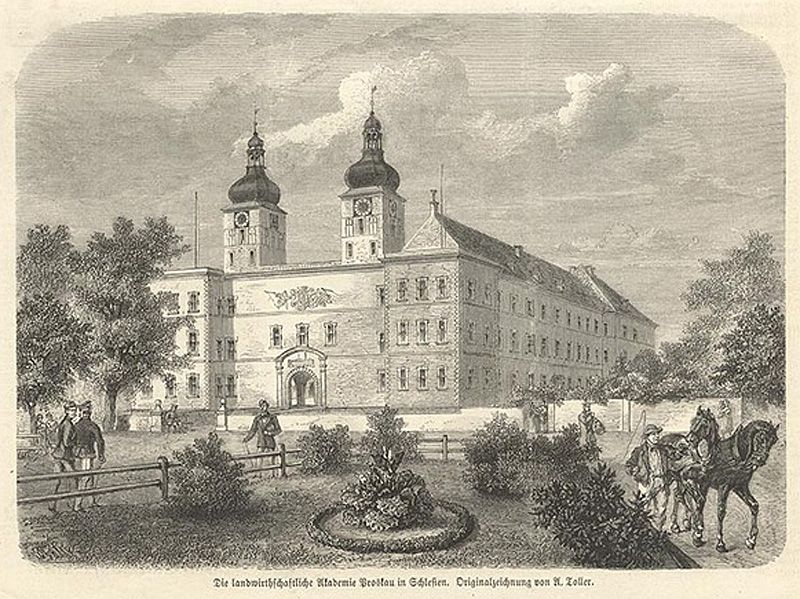
Замок у 1860 році

Прушкувський замок було побудовано у ренесансному стилі графом Георгом Прушковським у 1563 році на місці вже існуючих укріплень. Під час Тридцятилітньої війни, у 1644 році, замок підпалили шведи. У 1677—1683 роках, під керівництвом італійського архітектора Джованні Сереньо, замок було перебудовано у стилі бароко. Саме у цей час було споруджено дві вежі у фронтальній частині замку, які існують донині. 
До 1769 року замок перебував у власності родини Прушковських. У 1769 році, після смерті графа Леопольда Прушковського, замок перейшов у володіння родини Дітріхштайн, а у 1783 році — став власністю прусського короля Фрідріха II.
Протягом 1845—1847 років інтер'єр замку було пристосовано для роботи Прушковської сільськогосподарської академії. Після її переїзду до Берліну, у 1881 році, тут знаходилася сільськогосподарська школа (до 1923 року). У 1930 році тут було обладнано лікарню для психічно хворих.
У наш час в замку розташовується будинок соціальної допомоги, замок було капітально відремонтовано у 2011 році. 

## Світлини

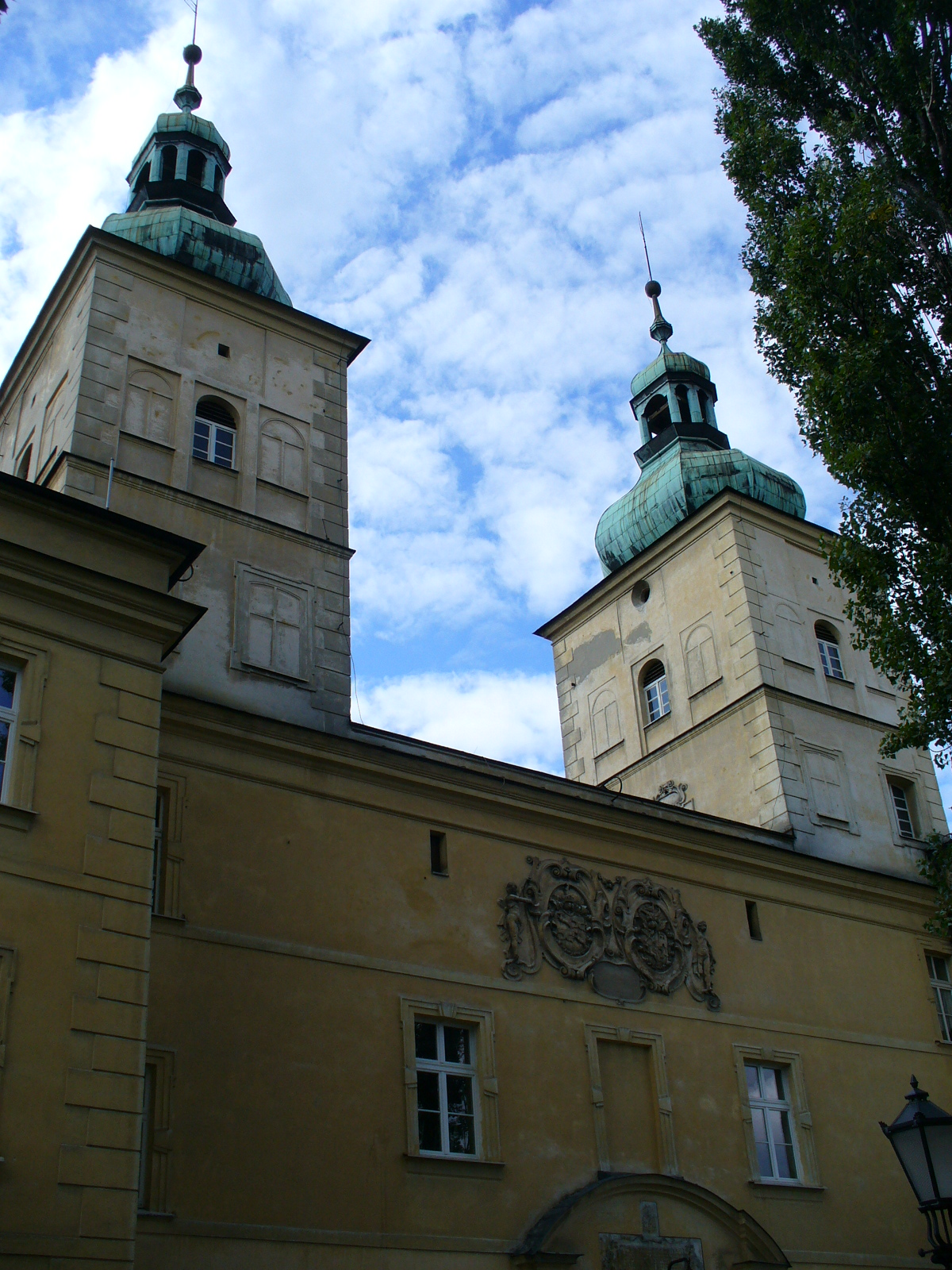
Вежі замку
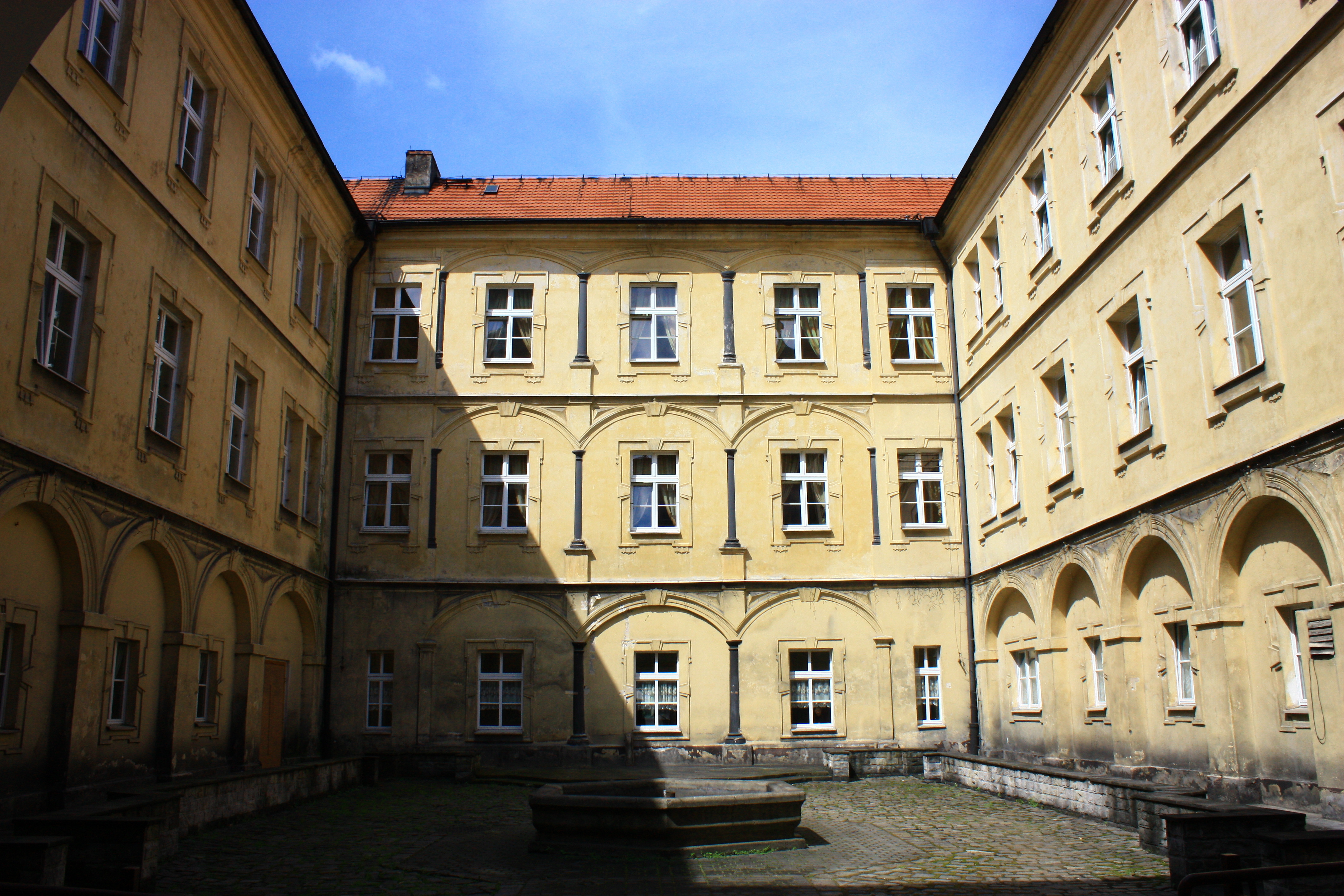
Замковий двір